# Deiregyne ramirezii
Deiregyne ramirezii är en orkidéart som beskrevs av Roberto González Tamayo. Deiregyne ramirezii ingår i släktet Deiregyne, och familjen orkidéer. Inga underarter finns listade i Catalogue of Life.